# Rudolf-Steiner-Schule Nürnberg
Die Rudolf-Steiner-Schule Nürnberg ist eine Waldorfschule in freier Trägerschaft durch Freunde und Lehrer im Nürnberger Stadtteil St. Jobst. Sie ist eine staatlich genehmigte Volks- und bis zum Qualifizierenden Hauptschulabschluss, Realschulabschluss bzw. Abitur weiterführende Ersatzschule. Ebenso ist das Erlangen einer Berufsausbildung als Möbelschreiner oder Bauschlosser, sowie als Hauswirtschafterin möglich. Außerdem ist der Schule ein Kindergarten, ein Hort, sowie ein Lehrerseminar angegliedert. Sie wurde im März 2000 zur UNESCO-Projektschule ernannt und wird von rund 900 Schülern besucht.

## Geschichte

### Gründung
Erste Bestrebungen zur Gründung einer Schule in Nürnberg gab es bereits 1924, als in einer letzten Konferenz mit Rudolf Steiner und dem Stuttgarter Lehrerkollegium am 3. September eine Initiative in Erscheinung trat.
Nach dem Zweiten Weltkrieg wurde am 2. Mai 1946 der Rudolf-Steiner-Schulverein gebildet, der am 7. September 1946 in einem Saal des Germanischen Nationalmuseums die Gründung der neuen Schule feierte. Der Unterricht begann im noch kriegsbeschädigten obersten Stock der Uhlandschule im Stadtteil Gärten hinter der Veste mit zunächst sechs Klassen, die sich gegen Ende des Schuljahres auf sieben Klassen mit 164 Schülerinnen und Schülern erhöhten.

### Eigenes Gebäude
Nachdem 1947 ein erstes Bauvorhaben für ein eigenes Schulhaus in der Winzelbürgstraße in St. Jobst aufgrund der Währungsreform scheiterte, erhielt man 1948 seitens der Stadt das Erbbaurecht für den sogenannten Sonnengarten am Steinplattenweg auf der Nürnberger Erhöhung Steinplatte. Gegen Ende des Jahres konnte auf dem Grundstück eine erste Holzhütte für den Werkunterricht erbaut werden. Zu Weihnachten wurde dort eine erste Holzbaracke für den Werkunterricht gebaut, ehe im Sommer 1949 ein steinerner Behelfsbau für die Klassen der Unterstufe fertiggestellt wurde. Die Schule ist eine der 20 Gründungsmitglieder im Bund der Freien Waldorfschulen, welcher im September desselben Jahres erstmals in Stuttgart zusammentraf.
Am 30. April 1951 wurde mit dem ersten Bauabschnitt eines neuen Schulgebäudes begonnen (Architekt Friedrich Seegy), die Grundsteinlegung hierzu fand am 21. Juni statt. Mit der Einweihung des neuen Baus am 10. Mai 1952 zog man vollständig aus dem Haus der Uhlandschule aus. 1953 wurde auf dem Gelände der ehemaligen Wolf’schen Ziegelei im Stadtteil Ziegelstein eine Schreinerlehrwerkstätte eingerichtet, welche 1960 um eine Werkstätte für Maschinenschlosserei erweitert wurde. Bereits im August 1954 konnte das Richtfest für den zweiten Bauabschnitt des neuen Schulgebäudes gefeiert und mit dessen Fertigstellung der Schichtunterricht beendet werden, ehe 1955 eine Freilichtbühne für 600 Zuschauer eingerichtet wurde.

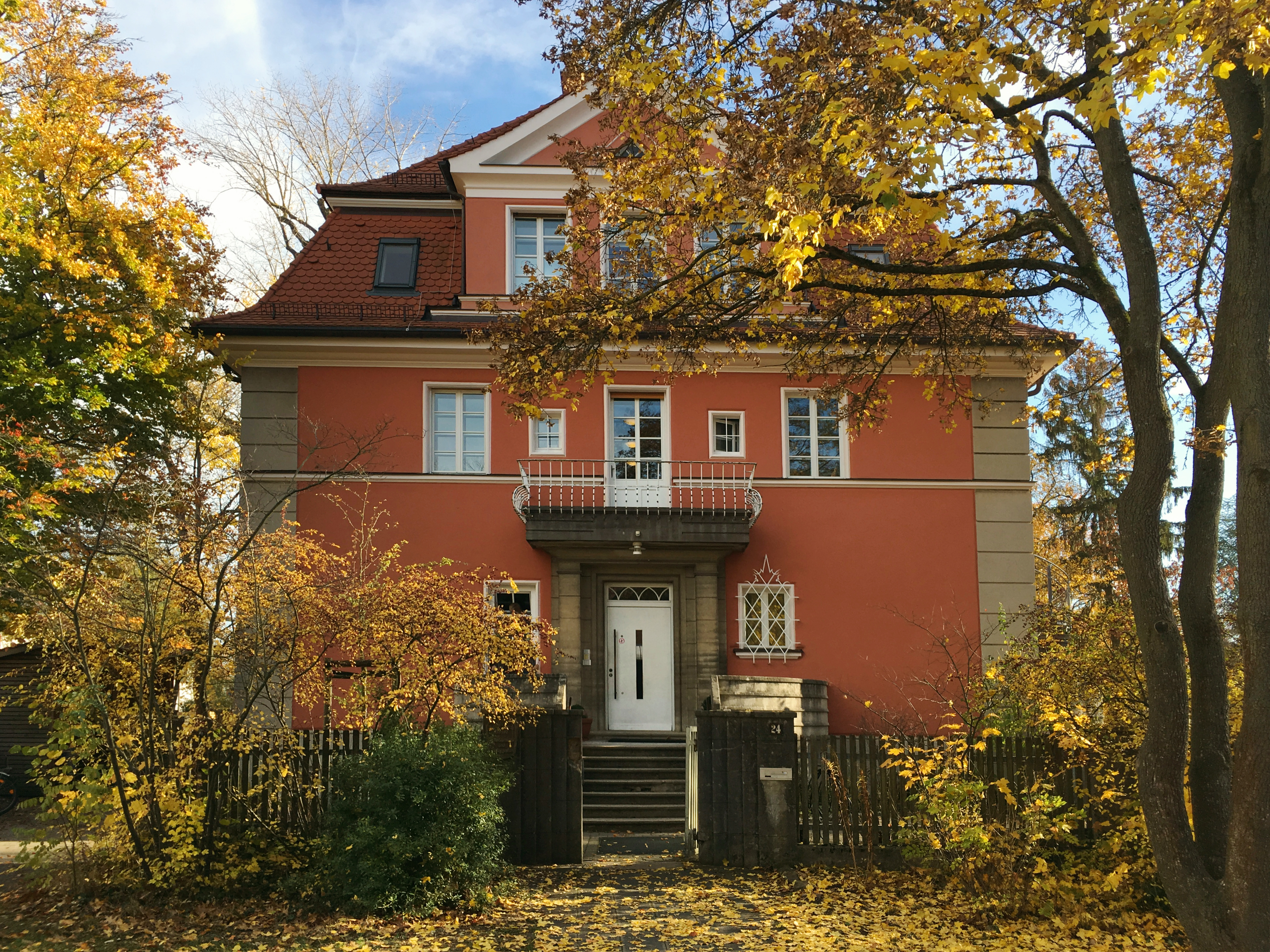
Das Rote Haus

### Kindergarten und Anbauten
Am 22. Oktober 1956 wurde außerdem ein Kindergarten eingerichtet. Dieser fand, neben einer Schulküche, einem Speiseraum und einer Töpferwerkstatt, im sogenannten Roten Haus, welches im Rahmen des 50-jährigen Arbeitsjubiläums von Dr. Rudolf Kreutzer der Schule übergeben wurde, seinen Platz.
1962 wird eine Turn- und Festhalle mit Verwaltungsräumen fertig gestellt und eine Schulbücherei eingerichtet, sowie am 15. Mai 1965 neue Lehrwerkstätten auf dem Schulgelände eingeweiht. Am 14. Juli 1968 feierte man das Richtfest für einen Neubau mit 15 Klassenzimmern für die Unter- und Mittelstufe, in den man am 3. Juni 1969 vollständig aus dem ehemaligen Behelfsbau umzog. Der Behelfsbau wich 1974 einem Neubau für den Kindergarten, der 1975 eingeweiht werden konnte. Am 9. März 1982 erfolgte der erste Spatenstich für einen Neubau der Lehrwerkstätten, welche am 26. April 1983 bezogen wurden.

### Patenschulen
Der 1954 eingerichtete und sogenannte Erlanger Bus für Schülerinnen und Schüler aus Erlangen, zählte 1985 130 Schülerinnen und Schüler in je zwei Bussen, sodass bereits 1984 eine erste Erlanger Klasse eingerichtet wurde. Diese fand ab Herbst 1986 mit zwei weiteren neuen Klassen im Gebäude der Erlanger Grundschule Brucker Lache vorerst ihren Platz, ehe die Patenschule 1990 ein eigenes Schulgebäude erhielt. 1987 bzw. 1988 wurden außerdem mit der Rudolf Steiner-Schule Ammersee und der Freien Waldorfschule Coburg zwei weitere Patenschulen eröffnet. 1989 begann die Schwabacher Initiative ebenso mit einer eigenständigen Klasse, die am 2. November 1993 zur Gründung der Freien Waldorfschule Wendelstein mit eigenem Gebäude führte. Der Erlanger Bus wurde im selben Jahr eingestellt.

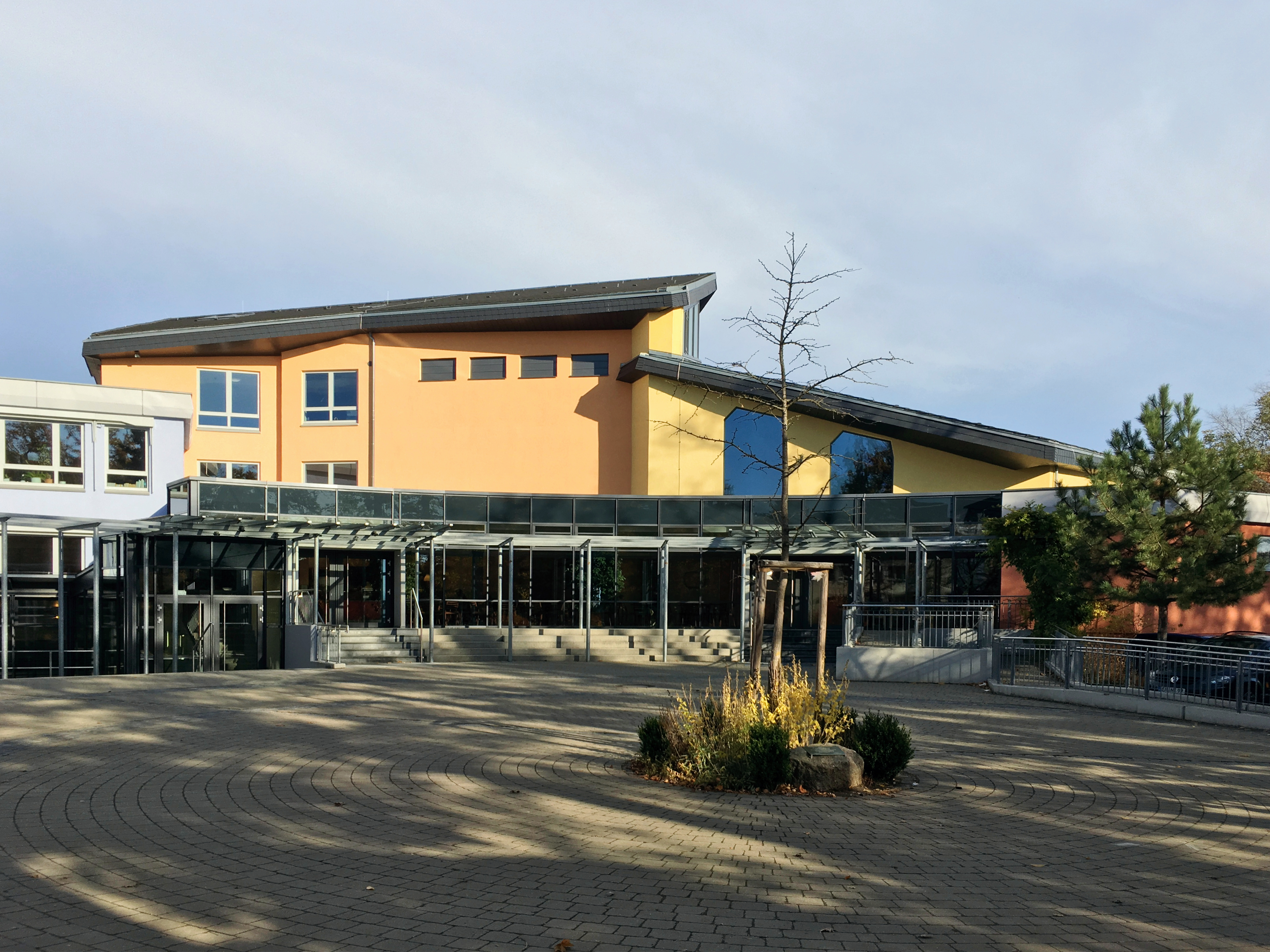
Der Neubau mit Festsaal

### Neubauten und UNESCO-Projektschule
1989 wird der Entschluss zum Bau eines neuen Gebäudes für die Oberstufe getroffen. Im August 1994 wurde das alte Oberstufengebäude abgerissen, ehe am 15. Oktober die Grundsteinlegung und am 23. Juni 1995 das Richtfest des Neubaus stattfanden. Der Neubau wurde am 3. Oktober 1996 im Rahmen des 50-jährigen Bestehens der Schule eingeweiht. 1999 wurde die Schule zur mitarbeitenden UNESCO-Projektschule ernannt. 2005 wurde der bisherige Festsaal abgerissen und 2009 mit dem Bau eines neuen Festaals für bis zu 500 Personen, sowie neuen Klassenzimmern und einer Schulküche begonnen.

## Schülerzahlen
- 1947: 164[4]
- 1948: 450[4]
- 1954: 655[4]
- 1968: 828[4]
- 1979: 880[4]
- 1981: 890[4]
- 2017: 926[5]
- 2018: 951[6]

## Bekannte Persönlichkeiten
- Sandra Bullock (* 1964), US-amerikanisch-deutsche Schauspielerin, Filmproduzentin und Synchronsprecherin[7]